# Паз (Церовље)
Паз је село у хрватском делу Истре. Налази се на територији општине Церовље и према попису из 2001. године има 79 становника.
У селу постоји црква Св. Вида саграђена 1461. године, која има занимљиве фреске насликане исте године. У цркви се налази и сакрофаг из 1570. године. Црква Узнесења Блажене дјевице Марије подигнута је 1579.